# Ralf Burnicki

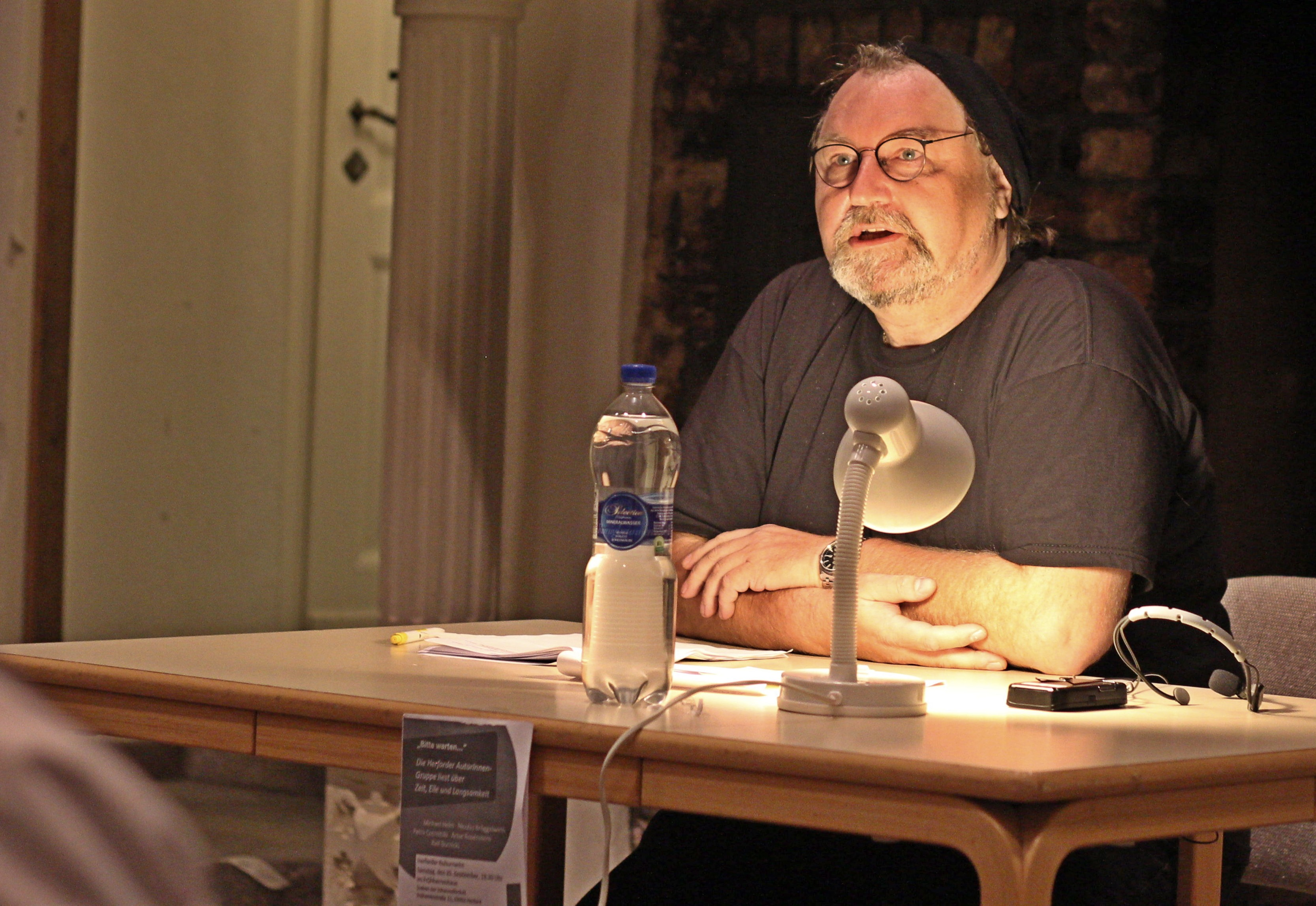
Ralf Burnicki bei der Herforder Kulturnacht 2021

Ralf Burnicki (* 1962 in Bielefeld) ist postanarchistischer Theoretiker und Lyriker.

## Leben
Ralf Burnicki studierte Philosophie und Geschichte. 1994 gründete er die „Edition Blackbox“ in Bielefeld und fungiert dort als Herausgeber. Schwerpunkt der Verlagsarbeit sind literarische und politische Texte aus dem libertären Milieu. Er ist seit 1998 Juror des Projekts „Jugend Schreibt“ in Bielefeld. 1998 war er Mitbegründer des bundesweiten Netzwerks anarchistischer Autoren „Fraktal“. Burnicki publiziert Texte im Künstlermagazin „Labyrinth“, der anarchopazifistischen Zeitschrift „Graswurzelrevolution“ und dem freien Forum für Literatur und Kunst „Kopfsalat“. Er promovierte 2002 in politischer Philosophie.
Burnicki lebt in Bielefeld und arbeitet dort und in Bünde am Freiherr-vom-Stein-Gymnasium (Bünde). Er ist Mitglied im Verband deutscher Schriftsteller, in der Gesellschaft für zeitgenössische Lyrik und in der FAU.

## Auszeichnungen
- 2002: Auslobung zum „Erben Orwells“ der Gesellschaft für Literatur Berlin
- 2003: Preisträger des Wettbewerbs der „Nationalbibliothek des deutschsprachigen Gedichts“
- 2004: Preisträger des Literaturwettbewerbs „Unterwelten“ des „Literatenohr e.V.“

## Werke
- Anarchie als Direktdemokratie. Selbstverwaltung, Antistaatlichkeit. Eine Einführung in den Gegenstand der Anarchie Syndikat A, Moers 1998.
- Stadtschluchten: Gedichte Edition Blackbox, Bielefeld 2000.
- Die Wirklichkeit zerreißen wie einen mißlungenen Schnappschuß : libertäre Poesie, (mit Michael Halfbrodt), Edition AV, Frankfurt am Main 2001 ISBN 3-9806407-6-0.
- Anarchismus und Konsens. Gegen Repräsentation und Mehrheitsprinzip: Strukturen einer nichthierarchischen Demokratie Verlag Edition AV, Frankfurt am Main 2002.
- Überhitzung : City Poetry, mit Grafiken von Barnd Gruschka, Edition AV, Frankfurt am Main 2003 ISBN 3-936049-26-2.
- Die Straßenreiniger von Teheran: Gedichte (zweisprachige Ausgabe, ins Persische übersetzt von Maryam Sharif), Edition AV, Frankfurt am Main 2004
- Zahnweiß. Kaufhaus-Poetry, Edition AV, Lich 2007
- Hoch lebe sie – die Anarchie! Anarcho-Poetry, mit Grafiken von Findus, Edition AV, Lich 2014